# A nyílt hozzáférésű adatok EU-portálja
A nyílt hozzáférésű adatok európai uniós portálja hozzáférést biztosít az Európai Unió intézményei, ügynökségei és egyéb szervei által közzétett és folyamatosan bővített adatkészletek széles köréhez. A honlapon található adatkészletek szabadon felhasználhatók kereskedelmi vagy egyéb célra.
Az adatportál a nyílt hozzáférésű adatokra vonatkozó európai uniós stratégia kulcsfontosságú eszköze. Az adatokhoz bárki könnyen és szabadon hozzáférhet, ami elősegíti azok innovatív felhasználását és a bennük rejlő gazdasági potenciál kiaknázását. A portál továbbá azt a célt szolgálja, hogy növelje az uniós intézmények és szervek átláthatóságát és elszámoltathatóságát.

## A portál elindítása és létrehozásának jogalapja
A portált, mely 2012 decemberében kezdte meg működését, hivatalosan a bizottsági dokumentumok további felhasználásáról szóló, 2011. december 12-i 2011/833/EU bizottsági határozat hozta létre.
A határozat alapján a Bizottság az összes uniós intézményt és szervet arra ösztönzi, hogy nyilvános természetű adatkészleteit tegye elérhetővé a portálon.
A portált az Európai Unió Kiadóhivatala működteti. A nyílt hozzáférésű adatokkal kapcsolatos uniós szakpolitika végrehajtása azonban az Európai Bizottság Tartalmak, Technológiák és Kommunikációs Hálózatok Főigazgatóságának (DG CONNECT) hatáskörébe tartozik.

## Jellemzők
A portálon megtalálható metaadat-katalógus révén bárki keresést végezhet vagy böngészhet az uniós vonatkozású adatkészletek között, azokhoz vezető linkeket készíthet, illetve azokat letöltheti és szabadon felhasználhatja kereskedelmi vagy egyéb célból. A portálon keresztül a felhasználók hozzá tudnak férni az EU intézményeinek, ügynökségeinek és szerveinek webhelyein közzétett adatokhoz.

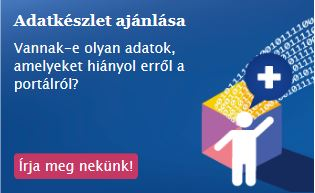
A felhasználók is javasolhatnak adatkészleteket a portálon való közzétételre.

A szemantikus webhez kapcsolódó technológiák új felhasználási lehetőségeket nyújtanak a portál látogatói számára. A metaadat-katalógusban kétféleképpen lehet keresni: vagy az Adatok lapon található interaktív keresőfelületen, vagy a Kapcsolt adatok lapon elérhető SPARQL lekérdezőnyelv segítségével.
A felhasználók visszajelzést adhatnak a portálon elérhető adatok minőségéről és új adatkészleteket javasolhatnak közzétételre.

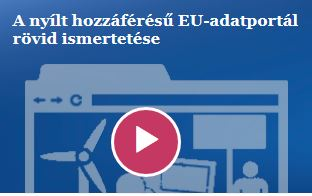
A nyílt hozzáférésű adatok európai uniós portáljának bemutatása 60 másodpercben

A portál az EU 24 hivatalos nyelvén áll a felhasználók rendelkezésére, az adatkészletek leírására szolgáló metaadatok többsége azonban jelenleg csak három nyelven (angolul, franciául és németül) létezik. A metaadatok egy része (pl. az adatközlők neve vagy az adatok földrajzi lefedettsége) le van fordítva mind a 24 nyelvre.

## Használati feltételek
A nyílt hozzáférésű adatok portálján hozzáférhetővé tett adatok többsége az EU webhelyein megtalálható jogi nyilatkozat hatálya alá tartozik. Általános szabály, hogy az adatok a forrás feltüntetésével szabadon felhasználók akár kereskedelmi, akár nem kereskedelmi célra. Az adatok csekély hányada esetében egyedi feltételek vonatkoznak az újrafelhasználásra. Ezek a szabályok főként a személyes adatok és a szellemi tulajdonhoz fűződő jogok védelmét célozzák. Mindegyik adatkészletnél link vezet az egyedi feltételeket ismertető oldalra.

## A portál adatkészletei

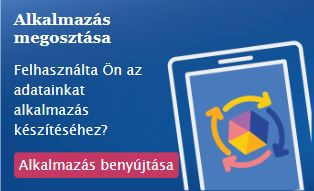
A nyílt hozzáférésű uniós adatok felhasználásával készült alkalmazások megoszthatók a portálon, ami növeli ismertségüket.

A nyílt hozzáférésű adatok portálján a különböző uniós szakpolitikai területekről – többek között a gazdaság, a foglalkoztatás, a tudomány, a környezetvédelem és az oktatás területéről – származó fontos közérdekű adatok széles skálája megtalálható. Ezeknek a nyílt hozzáférésű adatoknak a fontosságát a G8-ak nyílt hozzáférésű adatokra vonatkozó chartája is leszögezte.
Ezidáig mintegy 70 európai uniós intézmény, szerv vagy szervezeti egység (pl. az Eurostat, az Európai Környezetvédelmi Ügynökség, a Közös Kutatóközpont, valamint több más ügynökség és főigazgatóság) bocsátott rendelkezésre összesen 11 700 adatkészletet.
A portál kínálatában szerepel továbbá egy alkalmazástár és (2018 márciusától) egy adatvizualizációs katalógus.
Az alkalmazástárban a portálról elérhető uniós adatokon alapuló alkalmazások találhatók, melyeket az uniós intézmények, ügynökségek vagy egyéb szervek, illetve harmadik felek fejlesztettek ki. A bemutatott alkalmazások – amellett, hogy értékes információkkal szolgálnak – jól szemléltetik, miként használhatók fel a webhelyen hozzáférhető adatok.

Az adatvizualizációs katalógus a különböző szintű szakértelmet igénylő adatmegjelenítő eszközök, oktatóanyagok és többször felhasználható adatvizualizációk széles választékát kínálja.

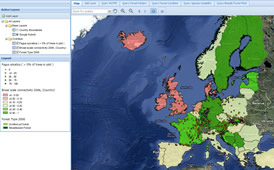
A Közös Kutatóközpont által létrehozott EFDAC Map Viewer olyan testreszabott webes ügyfélalkalmazás, melynek révén a felhasználók megjeleníthetik az adatbázisban szereplő térképeket és az azokhoz tartozó földrajzi adatokat, illetve böngészhetnek és keresést végezhetnek a térképek és az adatok között.

## Portálarchitektúra
A portál nyílt forráskódú alkalmazásokra, például a Drupal tartalomkezelő rendszerre és az Open Knowledge Foundation által kifejlesztett adatkatalógus-rendszerre, a CKAN szoftverre épül. Az RDF-adatbázist a Virtuoso adatbázis-kezelő alkalmazás kezeli, a lekérdezéshez pedig SPARQL-interfész áll rendelkezésre.
A portál metaadat-katalógusa nemzetközi szabványokon, pl. a Dublin Core szótáron, a DCAT-AP szótáron és az ADMS állományleíró metaadatszótáron alapul.

## További oldalak
- data.europa.eu/euodp/hu
  - Honnan származnak a nyílt hozzáférésű adatok uniós portálján elérhető adatok?
  - Kik üzemeltetik a nyílt hozzáférésű adatok portálját?
  - Hogyan lehet keresni a portál katalógusában?
  - Az európai uniós adatok felhasználásán alapuló alkalmazások tára
  - A nyílt hozzáférésű adatok EU-portáljának adatvizualizációs katalógusa
  - Jogi nyilatkozat
- data.europa.eu
- europeandataportal.eu – Európai Adatportál
- A G8-ak nyílt hozzáférésű adatokra vonatkozó chartája

### További európai uniós jogszabály
- Az Európai Parlament és a Tanács (EU) 2019/1024 irányelve (2019. június 20.) a nyílt hozzáférésű adatokról és a közszféra információinak további felhasználásáról